# Santa Linya
Santa Linya és una vila del municipi de les Avellanes i Santa Linya, a la Noguera. Era cap de municipi fins que, el 1970, va fusionar-se amb les Avellanes.
El nucli urbà està situat, amb una altitud de 567 m sobre el nivell del mar, a la part central llevantina dels Aspres del Montsec, dits també Pre-Montsec, que comprenen les serres marginals dels prepirineus que s'estenen des de la Serra del Montsec fins a la Plana d'Urgell, ja en la depressió central. Les seves cases ocupen un promontori que uneix la roca del castell, al sud, amb les costes de la muntanya del serrat de la Guàrdia, al nord, dominant el barranc de Sant Miquel que discorre, pregon, als seus peus. Es comunica amb les Avellanes, enllaçant amb la carretera C-12 (eix de l'Ebre), per mitjà de la carretera LV-9042 (4,8 km). Aquesta mateixa carretera es prolonga cap a l'est fins a l'estació de Santa Linya de la línia de ferrocarril de Lleida a la Pobla (6 km).
Santa Linya tenia 274 habitants l'any 1950, que van anar disminuint fins a 68 habitants el 2000. Actualment (2019) en té 57.

## Llocs d'interès
- L'església parroquial de Santa Maria, romànica, capçada per un absis semicircular, amb una sòbria portada d'arc de mig punt adovellada i un campanar de planta quadrada de factura més tardana.
- La capella de Sant Salvador, també dins del poble, d'origen romànic, amb la data 1885 a la dovella central de la portada.
- A uns 2 km del poble en direcció a les Avellanes, a tocar de la carretera, hi ha la petita ermita de Sant Miquel, també romànica, però molt modificada. Dona nom al barranc que flueix per sota Santa Linya i desguassa al pantà de Camarasa.
- L'ermita de Sant Urbà, romànica, és situada en el conjunt arqueològic de Montclús, prop del castell i el vilatge, envoltat d'agulles rocalloses dins el caòtic barranc de Sant Urbà.
- El Balconet de Santa Linya és un mirador situat dalt del cingle de la dreta del pantà de Camarasa, 330 metres per damunt de les aigües (41° 56′ 30″ N, 0° 50′ 36″ E / 41.941696°N,0.843445°E), amb una vista excepcional del vermells penya-segats del Coscoll. S'hi arriba amb vehicle per pista forestal. Poc abans un sender ben senyalitzat, però un xic dificultós, porta a les runes de la capella de Sant Pere de Queralt, 41° 56′ 59″ N, 0° 50′ 18″ E / 41.949633°N,0.838313°E també en un conjunt de merlets al barranc de Sant Pere.